# ラポルテの規則
ラポルテの規則（ラポルテのきそく、英: Laporte rule）もしくはラポルテ選択則（ラポルテせんたくそく）は、中心対称の分子（反転中心を持つもの）および原子にのみ適用される分光学的選択則である。
電子遷移（始状態iから終状態f）による遷移双極子モーメント{\displaystyle \mu _{fi}}は、{\displaystyle \mu _{fi}=\langle \psi _{f}|{\hat {\mu }}|\psi _{i}\rangle }
と記述される。{\displaystyle {\hat {\mu }}}は奇対称であるから、{\displaystyle \psi _{f}}と{\displaystyle \psi _{i}}の対称性が同一であるとき、積分される関数は奇対称となり、全空間で積分すると{\displaystyle \mu _{fi}}は0となり、電子遷移を観測することができない（ラポルテ禁制）。一方、{\displaystyle \psi _{f}}と{\displaystyle \psi _{i}}の対称性が異なるとき、積分される関数は偶対称となり、全空間で積分すると{\displaystyle \mu _{fi}}は0ではない値をとり、電子遷移を観測することができる（ラポルテ許容）。
ラポルテの規則は、パリティが保存される電子遷移（反転中心に対して対称であっても反対称であっても、すなわちg〔偶〕→ g〔偶〕、あるいはu〔奇〕→ u〔奇〕）は禁制である、と述べる。こういった分子における許容遷移は、（g → uあるいはu → gの）パリティの変化を含まなければならない。結果として、分子が中心対称であるとすれば任意のp軌道内あるいはd軌道内での遷移（すなわち、任意の亜殻内での電子の再分配のみを含む遷移）は禁制である。
軌道に付けられる記号gはドイツ語のgeradeの略であり、反転中心に関して対称性が存在することを意味する。すなわち、全ての原子を反転中心を通って反転させたとすると、得られる軌道は反転を行う前のものと全く同じとなる。記号uはドイツ語のungeradeの略であり、軌道が反転中心に関して反対称であり、反転によっていずれの場所においても符号が変化する。ラポルテの規則は、電子遷移の間にパリティが反転しなければならないとする量子力学における選択律が起源である。
しかしながら、対称性が低下したとすれば禁制遷移は許され、実際に、こういった一見したところ禁制の遷移は実験で観測される。対称性の低下は、ヤーン・テラー効果や非対称振動といった様々な理由で起こる。錯体は常に完璧に対称ではない。分子の非対称振動の結果として起こる遷移は振電遷移と呼ばれる（振電相互作用を参照）。こういった非対称振動によって、d → d遷移といった理論的に禁制であるはずの遷移が弱く許される。
ラポルテの規則の名称はオットー・ラポルテに因む。ラポルテの規則は、特に遷移金属の電子分光法に関連性がある。八面体形錯体は（厳密あるいは近似的に）対称中心を持つ。そのため、d → d遷移はラポルテの規則によって禁制であり、極めて弱く観測される。しかしながら、四面体形錯体は対称中心を持たないため、ラポルテの規則は適用されず、より強いスペクトルを持つ。